# Нижнекурятский сельсовет
Нижнекурятский сельсовет — сельское поселение в Каратузском районе Красноярского края.
Административный центр — село Нижние Куряты.

## Население
| 2010 | 2012 | 2013 | 2014 | 2015 | 2016 | 2017 |
| ---- | ---- | ---- | ---- | ---- | ---- | ---- |
| 604  | ↘577 | ↗587 | ↘580 | ↘568 | ↗572 | ↗579 |

## Состав сельского поселения
| № | Населённый пункт | Тип населённого пункта       | Население |
| - | ---------------- | ---------------------------- | --------- |
| 1 | Верхние Куряты   | деревня                      | ↗131      |
| 2 | Нижние Куряты    | село, административный центр | ↗509      |

## Местное самоуправление
Нижнекурятский сельский Совет депутатов
Дата избрания: 13.09.2015. Срок полномочий: 5 лет. Количество депутатов: 7
Глава муниципального образования
- Захваткин Олег Павлович. Дата избрания: 13.09.2015. Срок полномочий: 5 лет

## Инфраструктура
Средняя школа (посещают 80 учащихся), детский сад (посещают 20 детей), сельский дом культуры, библиотека, фельдшерско-акушерский пункт, администрация сельсовета, 4 объекта розничной торговли.

## Экономика
Торговля, производство сельскохозяйственной продукции (выращивание зерновых культур), заготовка леса и дров.